# Balfour
Balfour és una localitat de l'illa de Shapinsay, a les Òrcades. El poble està situat a la badia d'Elwick, que va ser utilitzada per Haakon IV de Noruega per fondejar abans de navegar cap al sud en direcció a la batalla de Largs el 1263. Avui dia, el poble encara posseeix un port amb murs defensius simulats construïts al mateix temps que el castell. David Balfour fins i tot va afegir a les defenses una pedra marcada amb la data de 1725, presa del castell de Noltland a l'illa de Westray.
Un ferri per a cotxes a Kirkwall, operat per Orkney Ferries, navega des d'un moll del port.
L'antiga ferreria de Balfour és ara la seu del Shapinsay Heritage Centre, una botiga d'artesania i una cafeteria. El poble també té una botiga i l'única gasolinera de l'illa.

## Història
Coneguda originalment com a Shoreside, Balfour va ser fundada a la dècada de 1780 per Thomas Balfour, un antic agricultor arrendatari que va obtenir uns ingressos privats en casar-se amb la germana d'un comte.[2] Amb la seva nova riquesa, Balfour va comprar la finca de Sound, la qual havia estat cremada per venjar-se pel suport de l'aleshores propietari a l'aixecament jacobita de 1745.

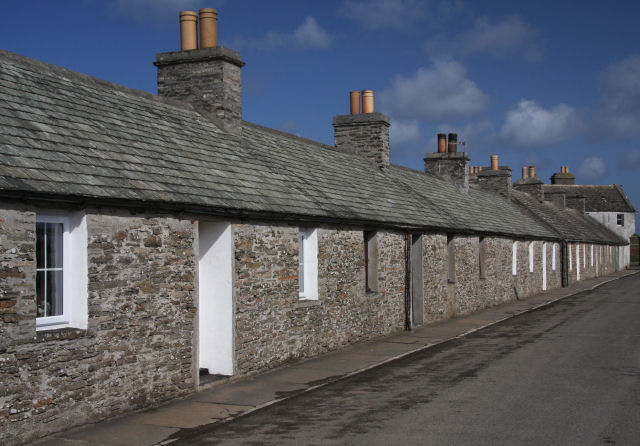
Carrer de Balfour.

El 1782, per donar lloc a una nova residència, Balfour va netejar els cottars (granges) del sud-oest de l'illa, i es va apropiar d'una part del comú, construint així el poble de Shoreside. Per ajudar a finançar les seves obres de construcció, Thomas Balfour va demanar diners prestats al seu germà John, que va fer fortuna servint a la Companyia Britànica de les Índies Orientals.

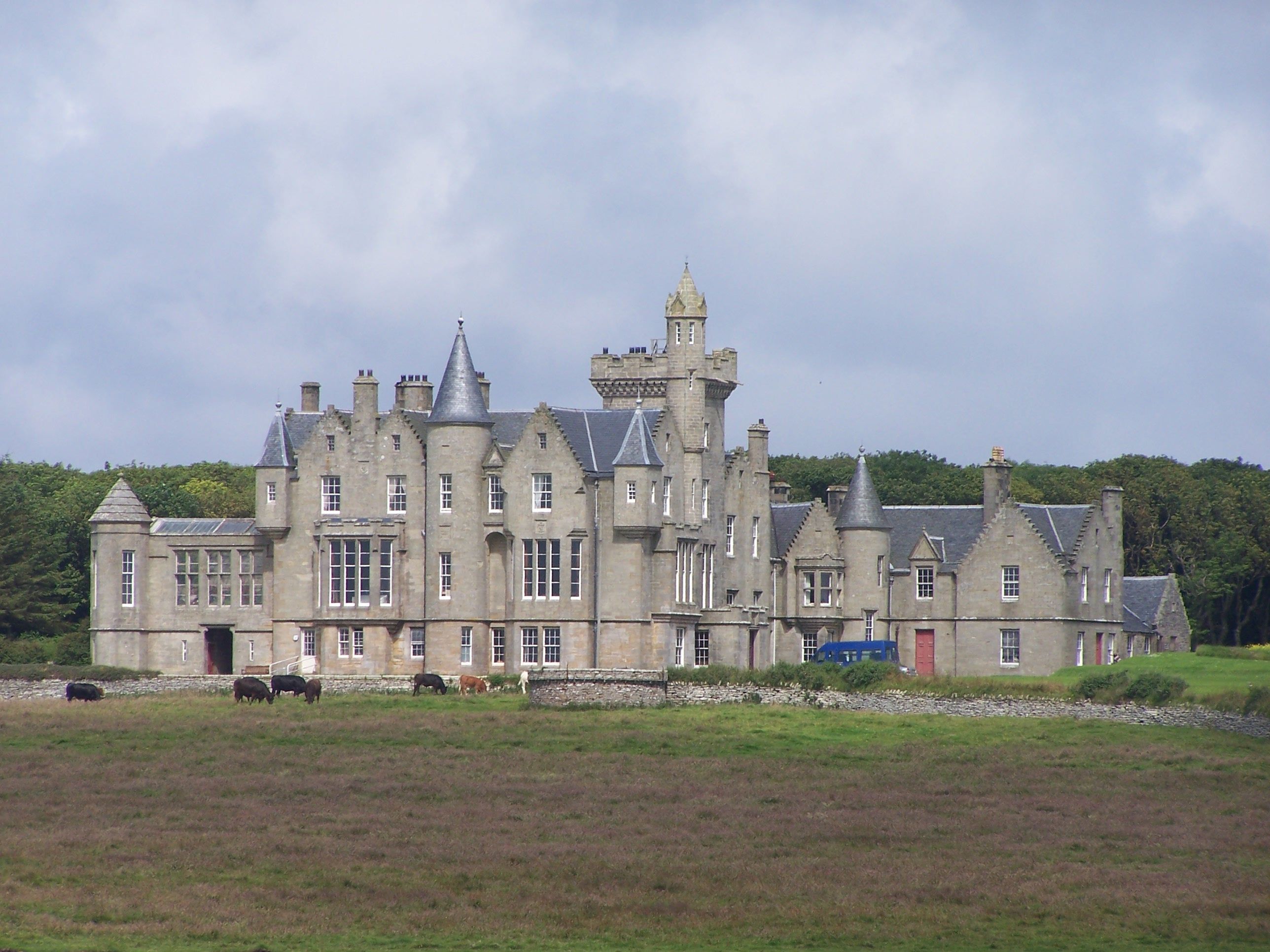
Castell de Balfour.

El 1846 el seu net, David Balfour, va heretar la finca, que llavors abastava tota l'illa. L'any següent, va reclutar un arquitecte d'Edimburg, David Bryce, per transformar el Cliffdale House en el castell de Balfour d'estil baronial escocès. El 1960 el castell va ser comprat per Tadeusz Zawadzki, un oficial de cavalleria polonès i ara funciona com a hotel.
L'electricitat es va introduir a través d'un cable submarí a la dècada de 1970.